# Lampje (boek)
Lampje is een kinderboek geschreven door Annet Schaap. Het is verschenen in 2017.
De schrijfster kreeg voor dit boek verschillende prijzen. Op 2 oktober 2018 kreeg zij de Gouden Griffel voor dit boek, waarmee (na het winnen van de Nienke van Hichtum-prijs en de Woutertje Pieterse Prijs) alle belangrijke prijzen die zij ermee had kunnen winnen ook naar haar toegingen.

## Het verhaal
Lampje is de dochter van de vuurtorenwachter. Ze heet eigenlijk Emilia, maar omdat haar moeder ook zo heet, noemt haar vader haar Lampje. Haar moeder is gestorven aan een ziekte. Iedere dag moet ze de vuurtoren beklimmen en het licht aansteken, omdat haar vader maar één been heeft. Hij heeft ook veel schulden, omdat hij veel drinkt. Op een stormachtige dag heeft ze vergeten lucifers te kopen. Nadat de gekochte lucifers per ongeluk in de zee vallen, wordt Lampje meegesleurd naar de vuurtoren. Op die dag botst er dan ook een schip tegen het land. De vuurtorenwachter krijgt de schuld en wordt opgesloten in de vuurtoren. Lampje moet zeven jaar werken in het Zwarte Huis van de Admiraal om zijn schulden af te lossen.
Mensen zeggen dat daar een monster woont. Dat monster is de zoon van de Admiraal, half zeemeermin, half mens met een staart. Hij heet Edward en zit opgesloten in het torenkamertje. Niemand durft hem eten te geven sinds zijn verzorger dood is, omdat hij dan per ongeluk die mensen bijt. Wanneer Lampje naar het torenkamertje komt ontdekt ze hem. Hij is heel zwak, uitgedroogd en gaat bijna dood. Lampje verzorgt hem en ze worden vrienden. Hij leert haar ook lezen en schrijven.
Van de Admiraal moet Edward steeds zware oefeningen doen om goed te kunnen lopen en hij mag niet meer dan honderdvijfendertig seconden in bad. Hij mag ook niet kopje-onder.
Een tijdje later is er kermis. Daar ziet Lampje een tent met bijzondere mensen waar ze ook een zeemeermin ziet. Ze wordt vrienden met de mensen daar. Ze neemt Edward mee naar de zeemeermin en die blijkt zijn tante te zijn. Maar de eigenaar van de tent neemt Edward gevangen en Edward komt in het water bij het ontsnappen. Hij kan dan opeens heel makkelijk zwemmen. Weer thuis gaat hij zwemmen in de vijver.
Dan komt de Admiraal thuis. Het schip dat verging aan het begin van dit verhaal blijkt van de Admiraal te zijn. Hij is ook woedend als hij ziet dat Edward in het water is. Hij wil hem verkopen aan de man van de tent. Lampje schrijft een brief aan haar vader dat ze hem wil ontmoeten bij de rots. Lampje en Edward varen daarna weg met een bootje. Lampje roeit hard weg. Maar dan komt er een storm. Het bootje gaat stuk, Lampje verdrinkt, maar Edward trekt haar mee naar het land. Wanneer Lampje wakker wordt, ziet ze de piraten die ze vroeger heeft gekend. Haar vader is er ook bij. Ze hebben haar gevonden. Lampje gaat vanaf nu meevaren op het schip.

## Prijzen en onderscheidingen
- 2018 - Nienke van Hichtum-prijs
- 2018 - Woutertje Pieterse Prijs
- 2018 - Gouden Griffel
- 2018 - Boekenleeuw
- 2020 - Shortlist Carnegie Medal
- 2021 en 2022 - Nummer 1 in de  Grote Vriendelijke Honderd, geïnitieerd door De Grote Vriendelijke Podcast, in samenwerking met Hebban

## Bestseller 60
| Boeken met noteringen in de Nederlandse Bestseller 60 | Jaar van verschijnen | Datum van binnenkomst | Hoogste positie | Aantal weken | Opmerkingen                                              |
| ----------------------------------------------------- | -------------------- | --------------------- | --------------- | ------------ | -------------------------------------------------------- |
| Lampje                                                | 2017                 | 11-10-2017            | 2               | 21           | Debuut van Annet Schaap, bekroond met een Gouden Griffel |

## Vertalingen
Van Lampje zijn tot 2020 al meer dan twintig vertalingen verschenen, waaronder
- 2017 - Engelse vertaling van Laura Watkinson: Lampie and the Children of the Sea
- 2019 - Duitse vertaling van Eva Schweikart: Emilia und der Junge aus dem Meer

## Bewerkingen
- 2019 - Muziektheatervoorstelling Lampje, een woest, poëtisch en ontroerend avontuur door Maas Theater/Dans[3]
- 2023 - In januari 2023 verscheen bij de VPRO een gelijknamige vierdelige televisieserie[4]
- 2024 - In oktober 2024 ging de voorstelling Lampje van Theater Froe Froe en Johnny Mus in première, onder regie van Marc Maillard. [5]